# Акорда (резиденція)
Акорда (каз. Aqorda rezïdencïyası, Ақорда резиденциясы — Біла резиденція, Білий дім) — президентський палац, резиденція Президента Республіки Казахстану. Розташована в Астані, столиці Казахстану. Офіційно відкритий у 2004 році після будівництва, яке тривало з 2001 року.
Президентський палац Акорда розташований на лівому березі річки Ішим, поблизу Байтереку, будівлі парламенту і Верховного суду Казахстану. Загальна площа резиденції становить 36 720 м2. Висота зі шпилем — 86 метрів. Офіційна презентація резиденції відбулася 24 грудня 2004 року. Будівлю виконано з монолітного бетону з використанням передового інженерного обладнання. Резиденція складається з двох підземних і п'яти надземних поверхів. При тому висота першого поверху становить 12 метрів.
Акорда зображена на реверсі банкноти номіналом 10 000 теньге.